# London Mix
London mix je prva remix zgoščenka srbske pop-folk pevke Svetlane Ražnatović - Cece, ki je bila objavljena 7. junija 2005.  
Reklamna kampanja s sloganom "Očekujte neočekivano" se je pričela ob začetku junija 2005 s tiskovno konferenco v Beogradu, kjer je Ceca predstavila najnovejši projekt. 
Album vsebuje remix pesmi iz dveh albumov: Decenija in Gore od ljubavi. 

## Seznam skladb
Vse pesmi je uglasbil  Aleksandar Milić - Mili.
| Št.             | Naslov               | Besedilo         | Dolžina |
| --------------- | -------------------- | ---------------- | ------- |
| 1.              | „Zamalo‟             | Marina Tucaković | 3:50    |
| 2.              | „Pazi s kime spavaš‟ | M. Tucaković     | 3:55    |
| 3.              | „Zabranjeni grad‟    | M. Tucaković     | 4:07    |
| 4.              | „Plan B‟             | M. Tucaković     | 4:02    |
| 5.              | „Gore od ljubavi‟    | M. Tucaković     | 4:58    |
| 6.              | „Ne guši me‟         | M. Tucaković     | 3:19    |
| 7.              | „Prljavo‟            | M. Tucaković     | 3:20    |
| 8.              | „39,2‟               | M. Tucaković     | 5:57    |
| 9.              | „Stereo bol‟         | M. Tucaković     | 4:02    |
| 10.             | „Trula višnja‟       | M. Tucaković     | 3:35    |
| Skupna dolžina: | Skupna dolžina:      | Skupna dolžina:  | 40:37   |

## Sodelujoči na albumu
- Remixes - Zoran Vračević
- Programming - Ognjen Bogdanović and Zoran Vračević
- Mastering - Zoran Vračević
- Album mix - Zoran Vračević
- Mix engineering - Cold Room Studios, London
- DJ Mix - Ognjen Bogdanović
- Rap - Lee Bennett
- Fotograf - Dejan Milićević
- Make up - Dragan Vurdelja
- Hair - Bucka
- Brand Direction - Raka Marić in založba Music Star Production
- PR - Sreten Radović
- Management - Raka Marić

## Naklada
Prva naklada albuma za območje Srbije je štela 100.000 izvodov. 

## Zgodovina objave zgoščenke
| Država               | Datum          | Založba                   | Oblika |
| -------------------- | -------------- | ------------------------- | ------ |
| Srbija               | 7. junij, 2005 | Cecamusic, Miligram Music | CD     |
| Bosna in Hercegovina | 7. junij, 2005 | Cecamusic, Miligram Music | CD     |
| Makedonija           | 7. junij, 2005 | Cecamusic, Miligram Music | CD     |
| Črna gora            | 7. junij, 2005 | Cecamusic, Miligram Music | CD     |
| Hrvaška, Slovenija   | 7. junij, 2005 | Dallas records            | CD     |